# Ectoedemia castaneae
Sâu bướm chestnut Mỹ (Ectoedemia castaneae) là một loài bướm đêm in the Nepticulidae. Nó là loài đặc hữu của Hoa Kỳ, bao gồm Virginia, Kentucky và Pennsylvania.
Sải cánh dài 7.5–8 mm.